# Ethel Stark

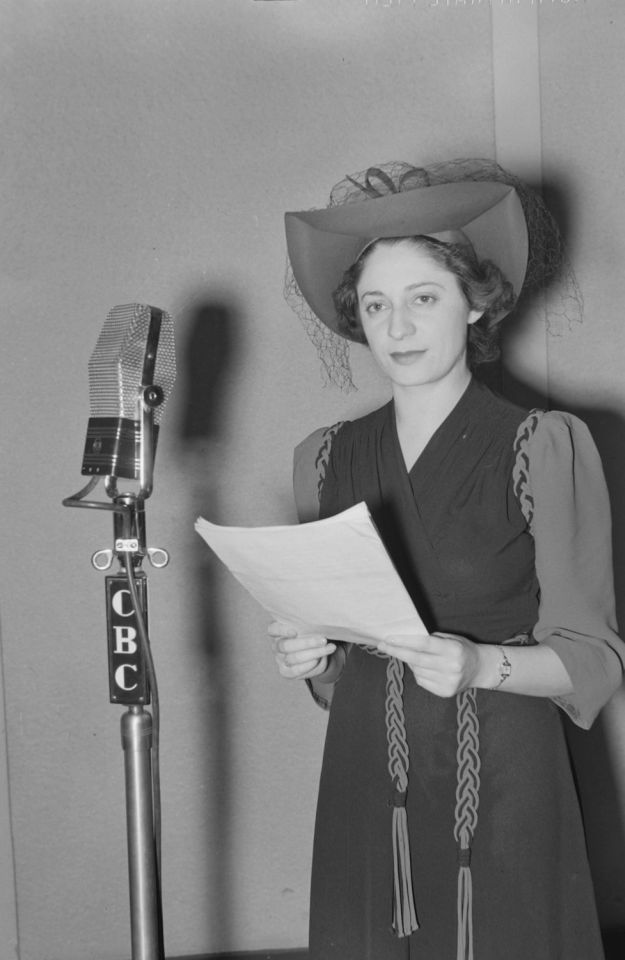
Ethel Stark

Ethel Stark, CM, GOQ (* 25. August 1910 in Montreal; † 16. Februar 2012) war eine kanadische Dirigentin, Violinistin und Musikpädagogin.

## Leben
Ethel Stark hatte ersten Violinunterricht bei Alfred De Sève und studierte dann bei Saul Brant am McGill University. Von 1928 bis 1934 studierte sie am Curtis Institute in Philadelphia Violine bei Lea Luboshutz, Kammermusik bei Louis Bailly und Artur Rodziński und Dirigieren bei Fritz Reiner. Außerdem hatte sie auch Violinunterricht bei Carl Flesch.
1934 spielte sie mit dem Curtis Symphony Orchestra unter Fritz Reiner in den USA eine Rundfunkaufnahme von Tschaikowskis Violinkonzert ein. Sie trat u. a. mit dem Montreal Orchestra, dem Toronto Symphony Orchestra, dem CBC Montreal Orchestra und Les Concerts symphoniques de Montréal auf. Für die CBC spielte sie 1946 die Uraufführung von Violet Archers ihr gewidmeter Sonata for Violin and Pianoforte und von Hugh Poynter Bells Sonata mit John Newmark am Klavier ein.
Stark war 1938 Gründungsdirektorin des New York Women’s Chamber Orchestra. 1940 gründete sie das erste nur aus Frauen bestehende Sinfonieorchester Kanadas, das Montreal Women’s Symphony Orchestra, das sie bis Ende der 1960er Jahre leitete. Schließlich gründete sie 1954 die Ethel Stark Symphonietta und im gleichen Jahr die Montreal Women’s Symphony Strings, die bis 1968 bestanden.
Als Gastdirigentin arbeitete Stark u. a. mit dem Toronto Symphony Orchestra (1946) und dem Orchestre Symphonique de Québec (1950), dem Miami Symphony Orchestra (Ende der 1950er und Anfang der 1960er Jahre) in den USA sowie mit Rundfunkorchestern in Israel und Japan. Insgesamt wirkte sie an mehr als dreihundert Rundfunkproduktionen als Violinistin oder Dirigentin mit.
Stark unterrichtete 1951 an der Catholic University of Washington, danach bis 1963 am Conservatoire de musique du Québec à Montréal und 1974 bis 1975 an der Concordia University.
1976 erhielt sie einen Preis der Concert Society of the Jewish People’s Schools and Peretz Schools als herausragende kanadische Künstlerin. 1979 wurde sie Mitglied der Order of Canada und 2003 Großoffizierin des Ordre national du Québec.
Am 16. Februar 2012 verstarb Ethel Stark im Alter von 101 Jahren.
Ein Park in Montreal wurde nach ihr benannt. Der Parc Ethel-Stark liegt an der Ecke Prince-Arthur Ouest und Clark Straßen.